# Calvia
Pour l’article homonyme, voir Calvià.
Genre
Calvia est un genre d'insectes coléoptères de la famille des coccinelles.

## Liste des espèces rencontrées en Europe
- Calvia (Calvia) decemguttata (Linnaeus, 1767)
- Calvia (Anisocalvia) quatuordecimguttata (Linnaeus, 1758)
- Calvia (Anisocalvia) quindecimguttata (Fabricius, 1777)